# Zemětřesení v Mionice (1998)
K zemětřesení v Mionice došlo 29. září 1998 ve 23:14:49 místního času. Jeden člověk zemřel na srdeční záchvat, 17 lidí se zranilo při útěku z budov. Šlo o nejsilnější zaznamenané zemětřesení v historii Srbska.
Celkem se země otřásla desetkrát, nejsilnější byl první otřes, v epicentru měl intenzitu osm stupňů Richterovy stupnice. Mnozí lidé se telefonicky obraceli na bělehradský rozhlas, zda jde o útok NATO. Některé straré budovy byly mírně poškozeny, na mnoha místech vypadla elektřina.